# Gervinus Ronnegarwe
Gervinus Ronnegarwe, auch Gerwin(us) (* Stralsund; † 1505 ebenda) war ein pommerscher Jurist und römisch-katholischer Geistlicher.

## Leben
Gervinus Ronnegarwe entstammte einer Stralsunder Patrizierfamilie und war der Sohn des Ratsherrn Brand Ronnegarwe (1443–1467). Da er mit Katharina Hilgemann verwandt war, wurde er von deren Ehemann Heinrich Rubenow unterrichtet. Im September 1450 schrieb er sich zum Studium an der Universität Rostock ein. An der von Rubenow gegründeten Universität Greifswald wurde er 1456 als bacc. legum immatrikuliert. Im folgenden Jahr erhielt er ein Kanonikat am Kollegiatstift des Greifswalder Doms. Nachdem er 1460 zum Doktor des Römischen Rechts promoviert worden war, erhielt er eine ordentliche Professur an der Hochschule. Wahrscheinlich um sich den gegen Rubenow gerichteten Feindseligkeiten zu entziehen, verließ er Greifswald 1461. Erst nach Rubenows Tod kehrte er 1463 an die Universität zurück, wo er sich als bacc. decr. dem kanonischem Recht widmete. 
1466 wurde er Professor für das sechste Buch der Dekretalen und die Clementinen. Zu Ehren Heinrich Rubenows wiederholte er bei der Promotion von Johannes Parleberg 1468 eine bereits 1460 von Rubenow in lateinischer Sprache gehaltene Rede. Dessen Witwe ernannte ihn zum Testamentsvollstrecker. 
1470 wurde er Rektor der Hochschule. Während seines Rektorats unternahm er, unter anderem wegen Streitigkeiten mit dem späteren Propst Lorenz Bockholt, eine Reise nach Rom und ließ sich in dieser Zeit durch Dietrich Stephani vertreten. Nach dem Tod von Rubenows Witwe 1492 verkaufte er sein Greifswalder Haus sowie mehrere Hebungen und zog wieder nach Stralsund. Er erhielt das Archidiakonat für Tribsees und Usedom und wurde Vorstandsmitglied des Stralsunder Kalands. Er vertrat die Stadt Stralsund in wichtigen Prozessen und handelte 1504 einen Vergleich zwischen der Stadt und dem Herzog Bogislaw X. von Pommern aus. 
Gervinus Ronnegarwe wurde 1505 in der Stralsunder St.-Nikolai-Kirche beigesetzt.